# Saccharomyces boulardii
Saccharomyces boulardii es una cepa de levadura tropical aislada por primera vez de las frutas del lichi y del mangostán en 1923 por el científico francés Henri Boulard. Es un subtipo de Saccharomyces cerevisiae, filogenéticamente es parte del clado de vino de esta especie. Pese a eso, es un grupo definido que difiere en  en muchas de sus características metabólicas. Se ha demostrado que S. boulardii  ayuda a mantener y a restaurar la flora intestinal natural en el intestino grueso y en el intestino delgado, y por ello se lo clasifica como probiótico; generalmente utilizado en el tratamiento de enfermedades gastrointestinales, que provocan desbalance en la flora gastrointestinal.[cita requerida]
Boulard aisló la levadura después de haber observado a nativos del sureste de Asia mascar la cáscara del lichi y del mangostán en su intento por controlar los síntomas del cólera. S. boulardii ha demostrado ser no patógena y no sistémica (se mantiene dentro del tracto gastrointestinal, en vez de propagarse a las demás zonas del organismo), y crece a una temperatura inusualmente alta, de 37 °C.